# سيجونغ العظيم ملك جوسون
سيجونغ العظيم (ولد في 15 مايو 1397 ومات في 8 أبريل 1450 وحكم من 1418 إلى وفاته) هو ملك سلالة جوسون الكورية الرابع. اسمه الشخصي إي دو (بالهانغل: 이도 / بالهانجا: 李祹) من عشيرة جونجو إي. لقبه الرسمي هو الملك العظيم سيجونغ جانغهون يونغمن ييمو إنسونغ ميونغهيو (بالهانغل: 세종 장헌 영문 예무 인성 명효 대왕 / بالهانجا: 世宗 莊憲 英文 睿武 仁聖 明孝 大王). أصبح سيجونغ ولياً للعهد بدلاً من أخيه الأكبر ثم تنازل والده عن العرش لصالحه في 1418. خلال السنوات الأربع من حكمه كان والده يحكم كوصي للعرش، وخلال هذه السنوات الأربع قام والده الملك تايجونغ بقتل صهر ابنه شم أوه والمسؤولين المقربين للملك.
طبق سيجونع السياسات الكونفشيوسية والعديد من الإصلاحات القانونية الكبرى. قام سيجونگ أيضاً بابتكار نظام كتابة الهانغل مع العلماء الآخرين مما أعطى دفعة علمية لعصره. قام سيجونگ أيضاً بالاهتمام بالنواحي السياسية فأرسل حملات عسكرية لتأديب القراصنة اليابانيين في الشرق والاستيلاء على جزيرة تسوشيما، وأرسل حملة عسكرية أخرى إلى الجورشن في الشمال.
حكم سيجونغ طيلة عهده ثم اختار ابنه منجونغ ليصبح ولياً للعهد. بعد وفاته أصبح سيجونغ واحداً من ملكين من ملوك كوريا اللذين أعطيا لقب الملك العظيم (داي وانغ / بالهانغل: 대왕) من قبل المؤرخين.

## النشأة
ولد سيجونغ في 17 أبريل 1397، وهو الابن الثالث للملك تايجونغ. عندما كان في الثانية عشرة من عمره لقب بالأمير العظيم تشونغنيونغ. برع سيجونغ في العديد من الدراسات، وكان مفضلاً لدى الملك على أخويه الأكبر سناً منه.
تتويج سيجونغ كان مختلفاً عن بقية الملوك. اعتقد الابن الأكبر للملك تايجونغ الأمير العظيم يانغنيونغ بأنه يفتقر للمهارات الأساسية ليصبح ملكاً، كما اعتقد أن من واجبه أن يصبح أخاه سيجونغ ملكاً؛ لذا فقد تصرف بوقاحة في البلاط مما أدى لنفيه من هانيانغ. هذه المؤامرة المفتعلة من الأمير أحضرت سيجونغ للعرش في نهاية المطاف. أما الابن الثاني الأمير العظيم هيوريونغ فقد سافر للمعبد البوذي وأصبح راهباً.
في أغسطس 1418 توج سيجونغ ملكاً، مع ذلك امتلك الملك تايجونغ بعض الصلاحيات على البلاط الملكي، لا سيما ما يتعلق بالمسائل العسكرية حتى مماته في 1422.

## تقوية القوات العسكرية الكورية
كان الملك العظيم سيجونغ مخططاً عسكرياً بارعاً . أنشأ الملك العديد من الأنظمة العسكرية لحماية مملكته, فدعم التقدم التكنولوجي العسكري الكوري، بما في ذلك المدافع . وأجرى اختباراتٍ عديدة على القذائف والسهام النارية وكذلك استخدام البارود .
في مايو من عام 1419 وبمشورة وتوجيه والده الملك تايجونغ قام الملك ببدء بعثة كيهاي الشرقية , لإزالة مضايقات القراصنة اليابانيين والذين كانوا ينطلقون من تسوشيما . خلال البعثة قتل 243 ياباني وألقي القبض على 110 آخرين، بينما قتل 180 كوري . وتم تحرير 146 صيني و8 كوريين . في سبتمبر من عام 1419 , استسلم داي-ميو جزيرة تسوشيما وهو الزعيم ساداموري لمحكمة جوسون . في عام 1443 وُقِّعَتْ معاهدة كيهاي، والتي منحت داي-ميو جزيرة تسوشيما الحق بالمتاجرة مع كوريا بمقدار 50 سفينة في السنة مقابل الدفاع عن الموانئ الكورية من هجمات القراصنة .
وفي عام 1433 أرسل الملك، الجنرال الموهوب كيم جونغ سيو (الهانغول : 김종서 , الهانجا : 金宗瑞 ) للحدود الشمالية للقضاء على المانشو . حملة كيم العسكرية استطاعت الاستيلاء على العديد من القلاع، ثم أخذ بالتوسع شمالاً حتى استعاد الحدود القديمة (وهي الحدود الحالية بين كوريا الشمالية والصين) . أقام الملك العظيم سيجونغ أربعة حصون على الحدود الشمالية، وأنشأ ستة مناصب (الهانغول: 사군육진 ، والهانجا: 四郡 六 鎭) لحماية شعبه من الصينيين المعادين والمنشوريين البدو القاطنين في منشوريا .

## العلوم والتقنية

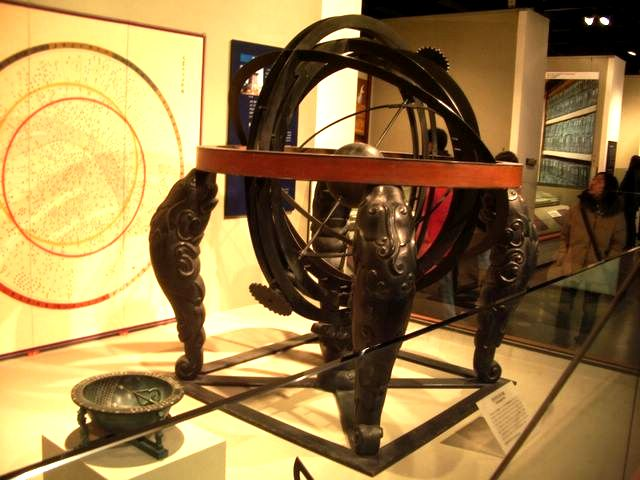
إحدى اختراعات جانغ يونغ-سيل

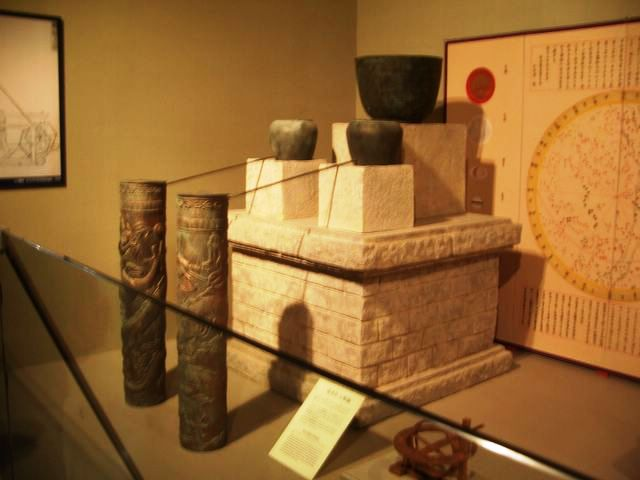
نموذج للبنكام الذي اخترعه جانغ يونغ-سيل

يعود الفضل لسيجونغ في التقدم التقني في عصره . أراد سيجونغ مساعدة المزارعين فكتب كتيباً لهم بعنوان الإراشادات الزراعية (نونغسا جيكسيول) (الهانغول : 농사직설 , الهانجا : 農事直說) تضمن الكتيب معلومات عن التقنيات الزراعية التي أمر العلماء بجمعها من المناطق الكورية والعهود السابقة . كانت هذه التقنيات مهمة للحفاظ على الأساليب الجديدة المعتمدة في الزراعة .
خلال فترة حكم الملك سيجونغ، جانغ يونغ-سيل (الهانغول : 장영실، الهانجا : 蒋 英 实) أصبح يعرف بلقب المخترع البارز. كان جانغ بطبيعة الحال مبدعاً ومفكراً ذكياً كشاب صغير السن . مع ذلك كان جانغ في أسفل الطبقة الاجتماعية . لاحظ الملك تايجونغ -والد الملك سيجونغ- مهارة جانغ، ودعاه فوراً للمحكمة في هانيانغ . احتج المسؤولون على إعطاء جانغ منصباً حكومياً وكذلك على تمويل اختراعاته، معتقدين أن من هم في الطبقات الاجتماعية الدنيا لا يجب أن يحصلوا على السلطة بين النبلاء . لكن سيجونغ اعتقد أن جانغ استحق دعمه بسبب قدراته ومهارته . صمم جانغ نماذج جديدة للساعة المائية (البنكام) ووالمزاول . مع ذلك فأعظم اختراعاته كان في 1442 حيث اخترع أول ممطار في العالم وسماه تشيوغوغي , وللأسف فإن هذا الممطار لم ينج، وأقدم ممطار هو ممطار صنع في 1770 خلال فترة حكم الملك يونغجو . وفقاً للسجلات اليومية للأمانة الملكية فإن الملك يونغجو أراد إحياء أمجاد الملك العظيم سيجونغ، ولذا أخذ بقراءة سجلات الملك العظيم سيجونغ . وعندما مر الملك يونغجو بذكر الممطار، أمر باستنساخ واحد آخر . في كثير من الأحيان يظن أن الممطار الكوري يعود تصميمه لمملكة تشينغ بسبب وجود علامات تدل على أنه من عهد الإمبراطور تشيان لونغ في عام 1770 .
أراد الملك سيجونغ أيضاً إصلاح التقويم الكوري والذي كان يستند في ذلك الوقت لخطوط طول العاصمة الصينية . ولأول مرة في التاريخ الكوري أمر الملك العظيم سيجونغ الفلكيين بوضع تقويم جديد يعتمد على خطوط طول تستند للعاصمة الكورية هانيانغ . هذا النظام الجديد سمح للفلكيين بتوقع أوقات كسوف الشمس وخسوف القمر .
أما في مجال الطب الكوري التقليدي , فقد تم كتابة أطروحتين هامتين في عهد سيجونغ . كانت الأطروحتان هي : (هيانغياك جيبسيونغبانغ) و (إيويبانغ يوتشوي) والذي قال عنهما المؤرخ كيم يونغسيك وهو يمثل الكوريين وجهودهم الساعية لتطوير نظامهم الخاص بالمعرفة الطبية متميزين عن الصين بذلك . والذي فصل عنهم .

## اللغة والآداب
دعم الملك سيجونغ الآداب، وشجع مسؤولي الطبقة العليا والعلماء على دراستها في المحكمة . كما أنشأ الملك سيجونغ اللغة المكتوبة الهانغول وأعلنها للكوريين في هونمينجيونغيوم وتعني الأصوات الصحيحة لتعليم الشعب (الهانغول : 훈민정음 , الهانجا : 訓民正音) .
على الرغم من أن معظم المسؤولين الحكوميين والأرستقراطيين عارضوا استخدام الهانغول، تبنت الطبقات الدنيا اللغة، وتعلموا الكتابة، وتمكنوا من التواصل مع بعضهم البعض عن طريقها .
في عام 1420 أنشأ الملك سيجونغ قاعة المستحقين (집현전 ؛ 集贤 殿) في قصر غيونغبوك . كانت تضم العلماء الذين يختارهم الملك، وشاركت القاعة في العديد من المساعي العلمية ولعل من أهمها تجميع هنمنجونغوم .

## الزراعة
اعتمد سيجونغ على المنتجات الزراعية المأخوذة من مزارعي جوسون، لذا سمح لهم بدفع ضرائب تزيد أو تقل حسب الازدهار الاقتصادي أو الفترات الصعبة . وبسبب هذا، أصبح المزارعون أقل قلقاً بشأن الضرائب وعملوا على بيع محاصيلهم والاستمتاع بحياتهم . بمجرد أن تفيض المواد الغذائية في القصر، يأمر الملك سيجونغ بتوزيعها على الفلاحين الفقراء أو المزارعين المحتاجين لها .
في 1424 تم تجميع كتيب (نونغسا جيكسيول) (الهانغول : 농사직설 , الهانجا : 農事直說) بإشراف الملك سيجونغ . وكان أول كتاب عن الزراعة الكورية والتعامل مع المواضيع الزراعية كالزراعة والحصاد ومعالجة التربة .

## مؤلفات الملك سيجونغ
لقت مؤلفات الملك العظيم سيجونغ الكثير من التقدير، حيث ألف العديد من الأشياء مثل :
- يونغبي إيوتشيون جا المعروفة باسم (أغاني التنين الطائر) في عام 1445 .
- سيوكبو سانغجيول المعروفة باسم (حلقات من حياة بوذا) في يوليو من عام 1447 .
- وورين تشيون-جانغ جيجوك المعروفة باسم (أغاني القمر الساطع على آلاف الأنهار) في يوليو من عام 1447 .
- قاموس دونغجوك جونغ-آن المعروف باسم ( قاموس النطق السليم بين الصين وكوريا) في سبتمبر من عام 1447 .

## الهانغول

حروف اللغة الكورية البدائية

شاهد أيضا الهانغول , هونمينجيونغيوم .
أثر الملك العظيم سيجونغ في التاريخ الكوري بشكل عميق بوضعه للهانغول النظام الأبجدي الصوتي الأصلي للغة الكورية .
قبل تأسيس الهانغول كانت هناك قلة قليلة من أعلى طبقات المجتمع تعرف القراءة والكتابة (عادة ما يستخدمون الهانجا للكتابة . كان على الشخص تعلم الهانجا ليستطيعوا القراءة والكتابة . علاوة على ذلك فإن الهانجا أثبتت صعوبتها عندما أرادوا اختزالها في اللغة الكورية بسبب الاختلافات في قواعد اللغة وترتيب الجمل .
ترأس الملك سيجونغ استحداث اللغة المكونة من 28 حرفاً كورياً , هادفاً لتعليم جميع الطبقات في المجتمع الكوري القراءة والكتابة . كما حاول تأسيس ثقافة فريدة من نوعها في نص اللغة . أثناء محاولة الملك سيجونغ تأسيس الهانغول واجه معارضة كبيرة من رجال الحاشية . أول نشر للغة كان في 1446 وبإمكان أي شخص تعلم الهانغول في غضون أيام . ويمكن للأشخاص الذين لم يألفوا الهانغول أن ينطقوا النص الكوري بدقة في غضون ساعات قليلة .

## الموت والإرث

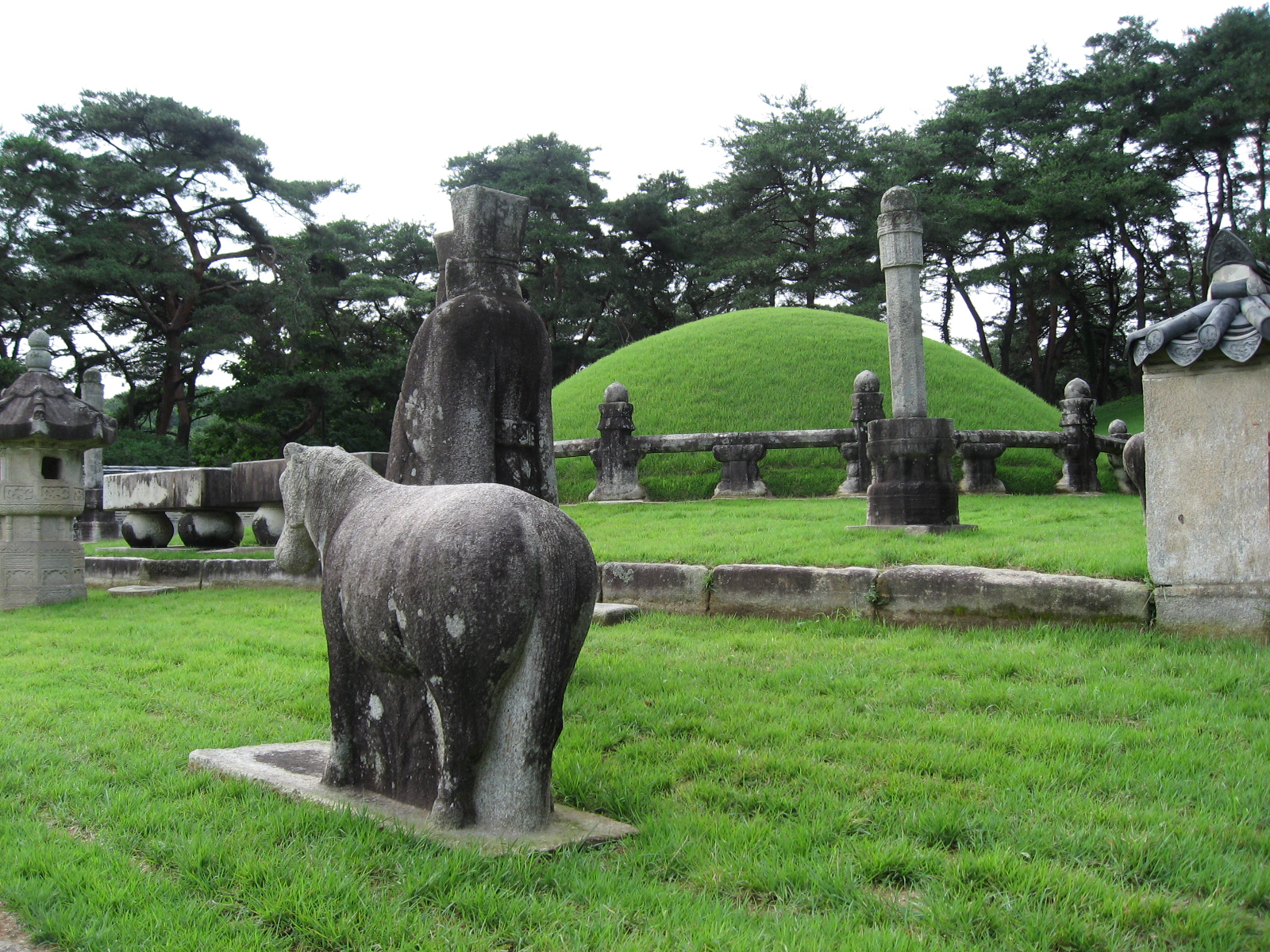
قبر الملك سيجونغ في مقاطعة جيونجي

أصيب الملك سيجونغ بالعمى بسبب مضاعفات مرض السكري وتوفي بعد عيد ميلاده الثالث والخمسون بأحد عشر يوماً . دفن الملك في ضريح يونغ (영릉 ; 英陵) في 1450 . خليفته كان ابنه الأول الملك مونجونغ . ظن الملك أن ابنه المريض لن يعيش طويلاً لذا طلب من علماء قاعة المهمين أن يعتنوا بحفيده الصغير الملك دانجونغ . كما توقع الملك سيجونغ فقد مات الملك مونجونغ بعد عامين، وأخذ الاستقرار السياسي يهتز في عهد الملك دانجونغ الذي أصبح الملك السادس لمملكة جوسون بعمر الثانية عشرة . في نهاية المطاف استولى الابن الثاني لسيجونغ الملك سيجو على العرش في 1455 . عندما مات ستة وزراء متورطين في مؤامرة لإعادة الملك دانجونغ إلى العرش، ألغى الملك سيجو قاعة المهمين وأعدم الملك دانجونغ ومناصريه الذين دعموه ووزراء أبيه الملك العظيم سيجونغ .

## الأسرة
- الأب : الملك تايجونغ .
- الأم : الملكة وونغيونغ من عشيرة يوهيونغ مين(11 يوليو 1365 - 10 يوليو 1420) .
- الزوجات :

1. الملكة سوهيون من عشيرة تشيونغسونغ شيم . (소헌왕후 심씨) , (ولدت في 28 سبتمبر 1395 , ماتت في 24 مارس 1446):[7]
  1. يي هيانغ , ولي العهد (이향 왕세자) .
  2. يي يو , (이유 수양대군) .
  3. يي يونغ، الأمير العظيم أنبيونغ (이용 안평대군) , (ولد في 1418 ومات في 1453) .
  4. يي قو، الأمير العظيم إميونغ (이구 임영대군) , (ولد في 7 يناير 1419 ومات في 21 يناير 1469) .
  5. يي إيو، الأمير العظيم جوانغبيونغ (이여 광평대군) , (ولد في 1425 ومات في 1444) .
  6. يي يو، الأمير العظيم جيومسيونغ (이유 금성대군) , (ولد في 28 مارس 1426 ومات في 21 أكتوبر 1457) .
  7. يي إم، الأمير العظيم بيونغوون (이임 평원 대군) ، (ولد في 1427 ومات في 1445) .
  8. يي يوم، الأمير العظيم يونغيونغ (이염 영응대군) ، (ولد في 1434 ومات في 1467) .
  9. الأميرة جيونغسو (정소 공주) ، (ولدت في 1412 وماتت في 1424) .
  10. الأميرة جيونغ-وي (정의 공주) ، (ولدت في 1415 وماتت في 1477) .
2. المحظية الملكية النبيلة هاي من عشيرة يانغ تشيونجو (혜빈 양씨) ، (ماتت في9 نوفمبر 1455):[8][9]
  1. يي يو، الأمير هانام (이어 한남 군) .
  2. يي هيون، الأميرسوتشون (이현 수춘군)
  3. يي جيون، الأميريونغبونغ (이전 영풍 군) ، (ولد في 15 أغسطس 1434 ومات في 20 يونيو 1456) .
3. المحظية الملكية النبيلة يونغ من عشيرة جينجو كانغ (영빈 강씨):[10]
  1. يي يونغ، الأمير هوا-وي (이영 화의군) .
4. المحظية الملكية النبيلة شين من عشيرة تشونغجو كيم (신빈 김씨) , (ولدت في 1406 وماتت في 4 سبتمبر 1464):[11][12]
  1. يي جيونغ، الأمير جايانغ (이증 계양 군) ، ولد في 1427 ومات في 1464 ).[13]
  2. يي غونغ، الأمير يوتشانغ (이공 의창 군) ، (ولد في 1428 وومات في 1460) .
  3. يي تشيم، الأمير ميلسيونغ (이침 밀성 군) ، (ولد في 1430 ومات في 1479) .
  4. يي يون، الأميرإكهيون (이연 익현 군)، (ولد في 1431 ومات في 1463)
  5. يي دانغ، الأميريونغهاي (이당 영해 군) ، (ولد في 1435 ومات في 1477)
  6. يي جيو، الأميرداميانغ (이거 담양군) ، (ولد في 1439 ومات في 1450)
  7. أميرة ماتت أثناء الولادة .
  8. أميرة ماتت أثناء الولادة أيضاً .
5. بارك غوي-إن (귀인 박씨) , (بلا أبناء) .[14]
6. تشوي غوي-إن (귀인 최씨) , (بلا أبناء) .[15]
7. جو سوك-وي (숙의 조씨) , (بلا أبناء) .
8. هونغ سو-يونغ (소용 홍씨) , (بلا أبناء) .
9. لي سوك-وون (숙원 이씨) :
  1. الأميرة جيونغ-آن (정안옹주) , (ولدت في 1438 وماتت في 1461) .[16]
10. سونغ سانغ-تشيم (상침 송씨) :
  1. الأميرة جيونغهيون (정현옹주) , (ولدت في 1424 وماتت في 1480) .[17]
11. تشا سا-جي (사기 차씨) (؟ - 10 يوليو 1444) :
  1. أميرة ولدت في عام 1430 وماتت في 1431 .

## اسمه الكامل بعد الوفاة
- الملك سيجونغ جانغهيون يونغمون ييمو إنسيونغ ميونغهيو العظيم
- King Sejong Jangheon Yeongmun Yemu Inseong Myeonghyo the Great
- 세종 장 헌 영문 예 무인 성명 효 대왕
- 世宗 庄宪英 文 睿 武 仁 圣明 孝 大王

## التصوير الحديث
ظهر الملك العظيم سيجونغ في بعض المسلسلات الدرامية مثل :
- الملك العظيم سيجونغ (مسلسل) دراما تاريخية عرضت على قناة KBS في 2008 .
- شجرة عميقة الجذور (مسلسل) دراما عرضت على قناة SBS والتي بثت في عام 2011 .
- السلاح السماوي (فلم) عرض في 2008 .

مسلسل احرف من دم

## تصويره في العملة الكورية

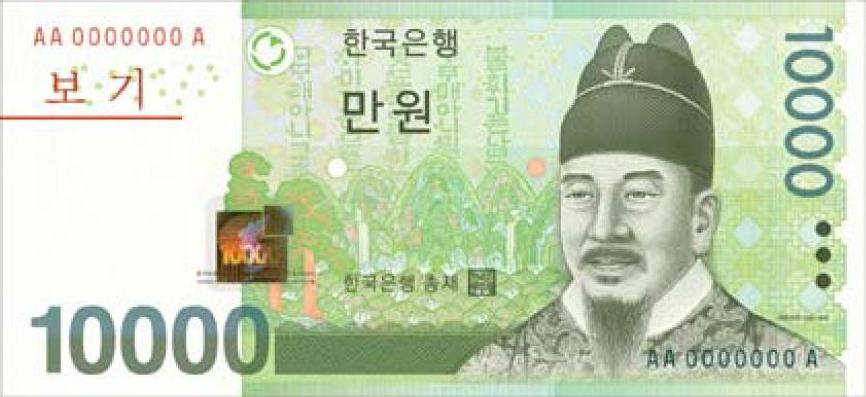
العملة الكورية من فئة10,000وان

الملك العظيم سيجونغ هو عالم الآداب الوحيد الذي توضع صورته على العملة الكورية، حيث وضعت صورته على أكبر العملات .

## اليونسكو
تمّ استحداث جائزتي اليونسكو : الملك سيجونغ لمحو الأميّة في العام 1989 بفضل سخاء حكومة جمهورية كوريا .
تكرّم هذه الجائزة المساهمات البارزة التي قدّمها الملك سيجونغ لمحو الأميّة منذ أكثر من خمسمائة عام، لا سيّما وأنه مبتكر الأبجدية الكورية الوطنية الهانغول التي لا تزال تشكّل إلى اليوم مرجعاً ونموذجاً قيّماً بالنسبة إلى العالم .
لابدّ من الإشارة إلى أن جائزة اليونسكو : الملك سيجونغ لمحو الأمية تكافئ نشاطات الحكومات أو الوكالات الحكومية والمنظمات غير الحكومية التي تثبت جدارة متميّزة وتحقّق نتائج فعّآلة في النضال من أجل محو الأميّة . وتُعنى هذه الجائزة على وجه الخصوص بابتكار اللغات الأم في الدول النامية وتطويرها ونشرها .
تتمثّل كل من الجائزتين بمبلغ قدره 20 ألف دولار أميركي وميدالية فضية وشهادة تقدير لكل من الفائزين بالجائزة .

## الملاحظات
1. 1 2  책한권으로 읽는 세종대왕실록
2. ↑  بالكورية : (http://preview.britannica.co.kr/bol/topic.asp?article_id=b01g3496a نسخة محفوظة 14 يناير 2009 على موقع واي باك مشين.)
3. ↑  21세기 세종대왕 프로젝트 نسخة محفوظة 03 مارس 2016 على موقع واي باك مشين.
4. ↑  한국역대인물 종합정보 시스템 - 한국학중앙연구원 نسخة محفوظة 13 نوفمبر 2017 على موقع واي باك مشين.
5. ↑  "조선시대의 과학기술 - 세종시대의 과학". مؤرشف من الأصل في 2014-05-28.
6. ↑  우리말 배움터 نسخة محفوظة 09 مارس 2016 على موقع واي باك مشين.
7. ↑  ابنة شيم أون وعمها هو الابن المتبنى للملك تايجو
8. ↑  ابنة يانغ جيونغ من السيدة لي
9. ↑  لقبت بالسيدة مينجيونغ في عام 1791
10. ↑  الأخت الصغرى للملكة سوهيون
11. ↑  ابنة كيم وون
12. ↑  كانت خادمة في المعبد ثم أصبحت خادمة في القصر حتى اختيرت محظيةً
13. ↑  تزوج الأخت الكبرى للملكة المستقبلية سوهيي
14. ↑  تعرف باسم السيدة جانغ-وي ولقبها الحالي كسبته في عام 1428
15. ↑  تعرف باسم السيدة ميونغ-وي ولقبها الحالي كسبته في عام 1428
16. ↑  تزوجت لاحقاً بشيم آن-وي
17. ↑  تزوجت لاحقاً بالسيد يون سا-رو

## القراءة الخارجية
- الملك سيجونغ العظيم : مصباح كوريا في القرن الخامس عشر . تأليف يونغ-كي كيم-رونود (باللغة الكورية) .
- سيجونغ نظرية المعرفة والكتابة . تأليف يونغ-كي كيم-رونود (باللغة الكورية) .
- تاريخ الشعب الكوري، شرح وتقديم ريتشارد روت .

## وصلات خارجية
- سيجونغ العظيم ملك جوسون على موقع الموسوعة البريطانية (الإنجليزية)
- أماكن القلاع الأربعة التي تم إنشاؤها والمناصب الستة نسخة محفوظة 14 يونيو 2007 على موقع واي باك مشين..
- ظهور الملك سيجونغ على العملة الكورية.